# Puccinia physedrae
Puccinia physedrae är en svampart som beskrevs av Syd. 1938. Puccinia physedrae ingår i släktet Puccinia och familjen Pucciniaceae.   Inga underarter finns listade i Catalogue of Life.